# Ruta Estatal de Arizona 98
La Ruta Estatal de Arizona 98, y abreviada SR 98 (en inglés: Arizona State Route 98) es una carretera estatal estadounidense ubicada en el estado de Arizona. La carretera inicia en el Oeste desde la US 89     en Page hacia el Este en la US 160 . La carretera tiene una longitud de 107,6 km (66.89 mi).

## Mantenimiento
Al igual que las autopistas interestatales, y las rutas federales y el resto de carreteras estatales, la Ruta Estatal de Arizona 98 es administrada y mantenida por el Departamento de Transporte de Arizona por sus siglas en inglés ADOT.